# Paleotrema ovatum
Paleotrema ovatum is een zee-egel uit de familie Palaeotropidae.
De wetenschappelijke naam van de soort werd in 1914 gepubliceerd door René Koehler.